# Serafim Barzakov
Serafim Barzakov, född den 22 juli 1975 i Kolarovo, Bulgarien, är en bulgarisk brottare som tog OS-silver i fjäderviktsbrottning i fristilsklassen 2000 i Sydney. 